# Shut Up (Album)
Shut Up (englisch für „Halt den Mund“) ist das erste englischsprachige Studioalbum der deutschen Pop-Rock-Sängerin LaFee. Es wurde in den Tortuga Studios auf Ibiza aufgenommen und am 27. Juni 2008 in Deutschland veröffentlicht. Laut LaFee ist es ein Album für ihre ausländischen Fans, damit auch diese ihre Texte und somit Sinn und Hintergrund ihrer Lieder verstehen können.
Dieses erste und einzige englischsprachige Album von LaFee erreichte – anders als die beiden vorhergehenden deutschsprachigen Alben, die in Deutschland und in Österreich jeweils den ersten Platz in den Albencharts erreichten – den 21. Platz in Deutschland und den 31. Platz in Österreich.
Der Song Shut Up (die englischsprachige Version von Heul doch) erschien kurz vor der Veröffentlichung des Albums als Single.
Das Genre dieses Albums lässt sich als Pop-Rock bestimmen, wobei wie im ersten Album wieder leichte Ansätze zu Metal zu erkennen sind. Dieses Album ist vom Stil laut Pooltrax vergleichbar mit einem Album von Evanescence, Vanilla Ninja und Wilson Gonzalez Ochsenknecht. Jeweils sechs Lieder aus den Alben „LaFee“ und „Jetzt erst recht“ wurden ins Englische umgeschrieben.

## Titelliste
| #  | Titel                | Länge | Entsprechender deutscher Titel |
| -- | -------------------- | ----- | ------------------------------ |
| 1  | Midnight Strikes     | 4:44  | Mitternacht                    |
| 2  | Shut Up              | 4:02  | Heul doch                      |
| 3  | Now’s the Time       | 4:05  | Jetzt erst recht               |
| 4  | On the First Night   | 3:18  | Das erste Mal                  |
| 5  | Come On              | 2:40  | Beweg dein Arsch               |
| 6  | Set Me Free          | 3:26  | Lass mich frei                 |
| 7  | Tell Me Why          | 4:27  | Wer bin ich?                   |
| 8  | Little Princess      | 4:20  | Prinzesschen                   |
| 9  | Scabies              | 3:55  | Virus                          |
| 10 | What’s Wrong with Me | 4:00  | Was ist das?                   |
| 11 | Lonely Tears         | 4:28  | Der Regen fällt                |
| 12 | Hot                  | 3:24  | Heiss                          |

## Rezensionen
„Positiv auf LaFees neuestem Streich sind die gelungenen Übersetzungen, die den deutschen in Nichts nachstehen. Und auch da wird sich natürlich nicht in Zurückhaltung geübt. LaFee: ‚Ich sing über alles, worüber ich singen will, so wie ich es sagen will – warum sollte das in einer anderen Sprache anders sein‘, sagt sie. Dem darf man wohl gerne zustimmen.“